# هاينز براندت (جندي)
هاينز براندت (بالألمانية: Heinz Brandt)‏ هو جندي ألماني، ولد في 11 مارس 1907 في تشارلوتنبرغ في ألمانيا، وتوفي في 21 يوليو 1944 في Kętrzyn ‏ في بولندا.

## وصلات خارجية
- هاينز براندت على موقع أوليمبيديا (الإنجليزية)